# Dino Staffa
Dino Staffa, italijanski rimskokatoliški duhovnik, škof in kardinal, * 14. avgust 1906, Santa Maria in Fabriago, † 7. avgust 1977.

## Življenjepis
25. maja 1929 je prejel duhovniško posvečenje.
18. decembra 1958 je postal tajnik Kongregacije za semenišča in univerze.
3. septembra 1960 je bil imenovan za naslovnega nadškofa palestinske Cezareje in 28. oktobra istega leta je prejel škofovsko posvečenje.
7. aprila 1967 je postal proprefekt Apostolske signature.
26. junija 1967 je bil povzdignjen v kardinala in imenovan za kardinal-duhovnika S. Cuore di Cristo Re.
26. marca 1969 je postal prefekt Apostolske signature in 24. maja 1976 kardinal-duhovnik S. Maria sopra Minerva.